# Batalha de Sisarbano
A Batalha de Sisarbano ou Sisaurano foi travada no outono de 589, entre as forças do general bizantino Comencíolo e do general sassânida Afraates próximo da fortaleza de Sisaurano, na Mesopotâmia Superior. Ocorreu em resposta à invasão bizantina na região de Bete-Arábia, nas cercanias de Nísibis, e terminou como uma decisiva vitória bizantina. No rescaldo da batalha, os persas sobreviventes do conflito uniram-se ao general Barã Chobim em sua rebelião contra o xá Hormisda IV (r. 579–590).

## Antecedentes
Em 572, o nacarar armênio Vardanes III Mamicônio rebelou-se com outros nobres contra a autoridade do Império Sassânida sobre a Armênia. Os rebeldes receberam o apoio dos ibéricos de Gurgenes I e do imperador Justino II (r. 565–578). Isso desencadeou a eclosão de uma nova prolongada guerra entre bizantinos e sassânidas. Apesar das inúmeras investidas de ambas as partes e de algumas batalhas importantes no decorrer do conflito, a guerra teve grandes períodos de impasse, com nenhum dos Estados sendo capaz de sobrepujar o outro.
Em 588, um motim pelas tropas bizantinas, sem pagamento, contra seu novo comandante, Prisco, pareceu ser a chance que os sassânidas esperavam para conseguir sair do impasse, mas os próprios amotinados ajudaram a repelir a ofensiva persa; após uma derrota subsequente em Tsalcajur, os bizantinos conseguiram uma nova vitória em Martirópolis. Neste ano, um grupo de prisioneiros que haviam sido presos na queda de Dara quinze anos antes escaparam de suas prisões no Cuzestão e lutaram seu caminho de volta ao império.
Em 589, o curso da guerra foi alterado. Na primavera, o motim por conta do salário das tropas foi resolvido, mas Martirópolis caiu para os persas através da traição do decarco Sitas. O general Filípico sitiou a cidade, mas foi incapaz de tomá-la ou impedir que o exército sob Mebodes e Afraates se unisse aos defensores. O imperador Maurício (r. 582–602) substituiu Filípico por Comencíolo como mestre dos soldados do Oriente e ele mobilizou suas tropas contra os sassânidas.

## Batalha e rescaldo

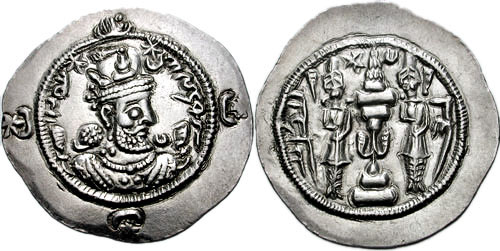
Dracma de r.

No outono de 589, Comencíolo capturou o forte de Acbas, permitindo aos bizantinos apertarem o cerco contra Martirópolis, bem como conduziu uma invasão na região de Bete-Arábia (Beth-Arabaye), próximo de Nísibis. Os bizantinos sob Comencíolo e Heráclio, o Velho foram confrontados por tropas persas lideradas por Afraates em Sisaurano. A batalha não é descrita pelos autores do período, mas se sabe que ela terminou como uma decisiva vitória bizantina. Essa vitória foi atribuída amplamente aos feitos de Heráclio por alguns autores, e a Comencíolo por outros.
Paralelo ao conflito de Bete-Arábia, Vararanes estava conseguindo várias vitórias contra os bizantinos e seus aliados no Cáucaso. Contudo, foi decisivamente derrotado por Romano às margens do rio Araxes, o que levou a sua demissão sob ordens do xá Hormisda IV (r. 579–590). Isso levou Vararanes a rebelar-se contra o xá. Após a derrota em Sisaurano, os soldados de Nísibis, temendo serem punidos por Hormisda, uniram-se a rebelião de Vararanes. Apoiantes de Hormisda foram assassinados e o próprio rei foi deposto e assassinado em fevereiro de 590, quando seu filho e sucessor Cosroes II (r. 590–628) assumiu o trono. Vararanes recusou-se a entrar em termos com Cosroes, e após derrotá-lo em batalha em 28 de fevereiro, tomou o trono para si, obrigando Cosroes a fugir para o Império Bizantino em busca da ajuda de Maurício para retomar sua posição.